# Дейлсфорд
Дейлсфорд[уточнить] (англ. Daylesford) — курортный город, расположенный в предгорьях Большого Водораздельного хребта, в графстве Хепберн, штат Виктория, Австралия, примерно в 108 км к северо-западу от Мельбурна. Основан в 1852 году как золотодобывающий поселок. Население 2548 человек (по данным переписи 2016 года). Являясь одним из немногих курортных городов Австралии, Дейлсфорд является заметным туристическим направлением. Многочисленные спа-центры, рестораны и галереи города пользуются популярностью наряду с многочисленными садами, а также гостиницами в деревенском стиле.
Территория вокруг города, включая Хепберн-Спрингс на севере, известна своими минеральными спа-центрами с природными источниками и является местом, где находится более 80 процентов запаса минеральных вод в Австралии.

## История

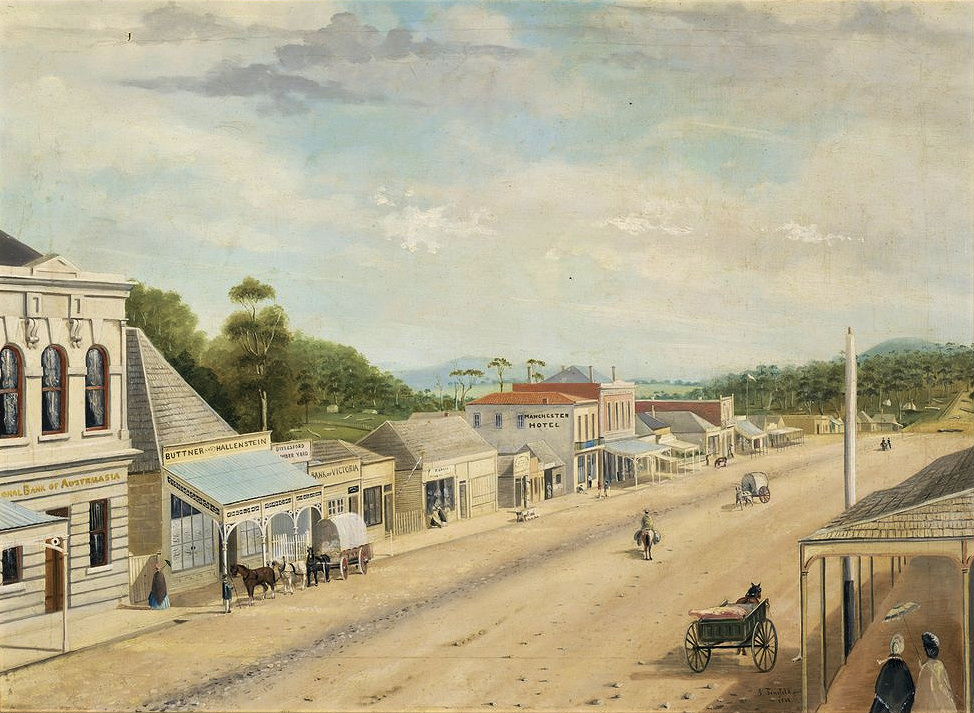
Дж. Тенселд, Главная улица Дейлсфорда, 1862, Государственная библиотека Виктории

До европейского поселения этот район был занят аборигенами из племени джаджа-вуррунг. После прибытия белых в 1838 году скотоводы заняли районы Джим Кроу и Верхний Лоддон. В 1848 году ирландский иммигрант Джон Иган поселился на территории будущего города, тогда известной как Вомбат-Флэт. В 1851 году он и группа исследователей обнаружили аллювиальное золото в местности, ныне покрытой озером, Дейлсфорд, что положило начало местной золотой лихорадке. Вскоре были сделаны и другие находки золота. Вследствие этого регион был обследован и в 1852 году основан поселок. Первоначально он получил название Вомбат, позднее поселок переименовали в Дейлсфорд.
В 1859 году на местных раскопках работало около 3400 человек. 1 февраля 1858 года открылось почтовое отделение, а в августе 1859 года был открыт телеграф
Дейлсфорд был объявлен муниципалитетом в 1859 году и отдельным городом в начале 1860-х годов.
К 1860-м годам запасы россыпного золота были исчерпаны и начался переход к разработке кварцевых жил. Это продолжалось до 1930-х годов. В последующие годы Дейлсфорд стал модным спа-курортом, но потерял популярность во время Великой депрессии в Австралии.

## Климат
Город расположен на высоте 616 метров (2021 фут) над уровнем моря. Климат более прохладный и влажный, чем в Мельбурне. Летние (январь — февраль) температуры колеблются от 10 до 37 °C (от 50 до 99 °F), в то время как июльские температуры холодные, от около 1-2 °C (34-36 °F) до 9 °C (48 °F). Годовое количество осадков составляет в среднем около 870 мм (34 дюйма), колеблется от 445 мм (17,5 дюйма) до более 1350 мм (53 дюйма) в год.

## Экономика

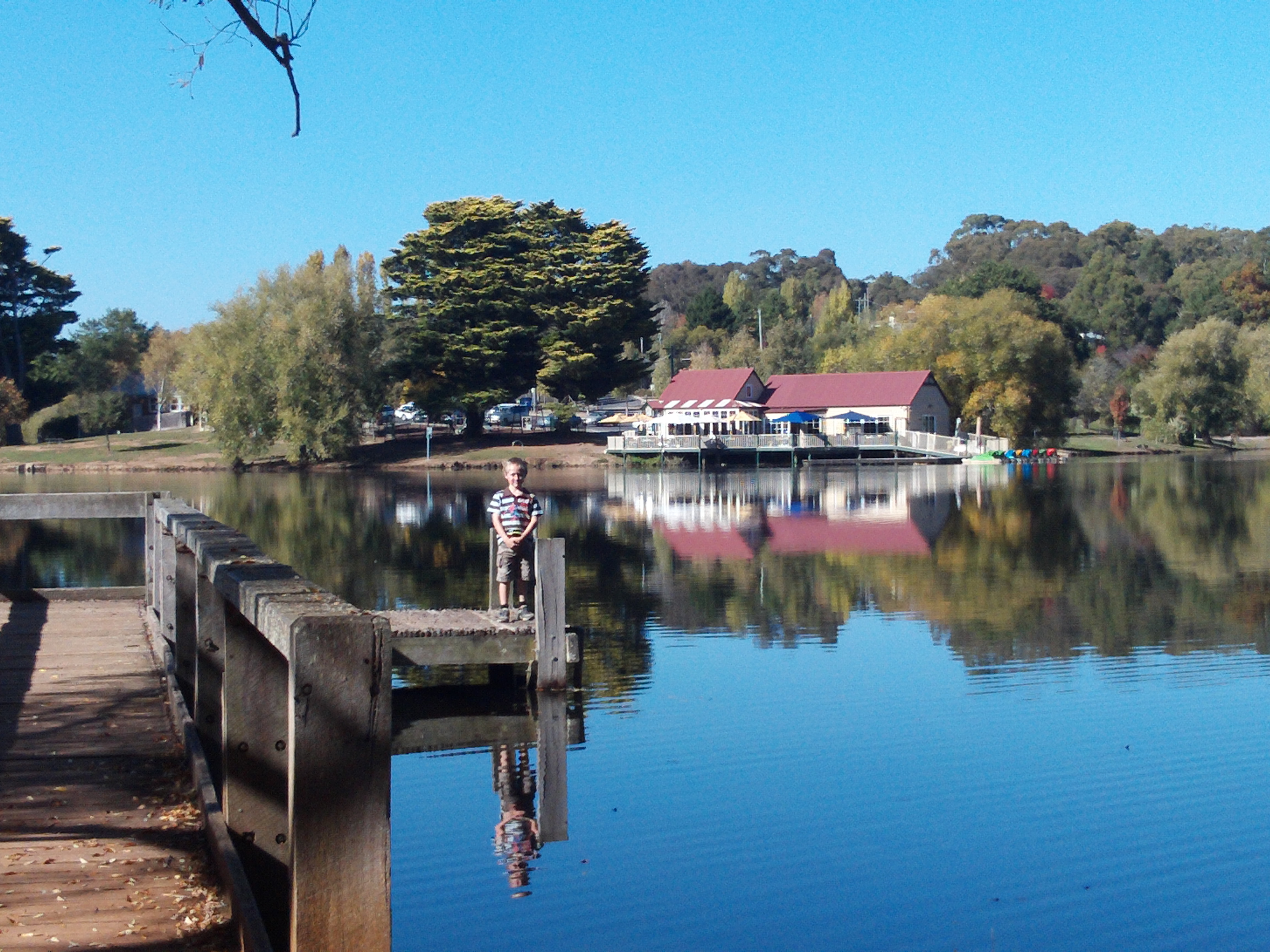
Озеро Дейлсфорд

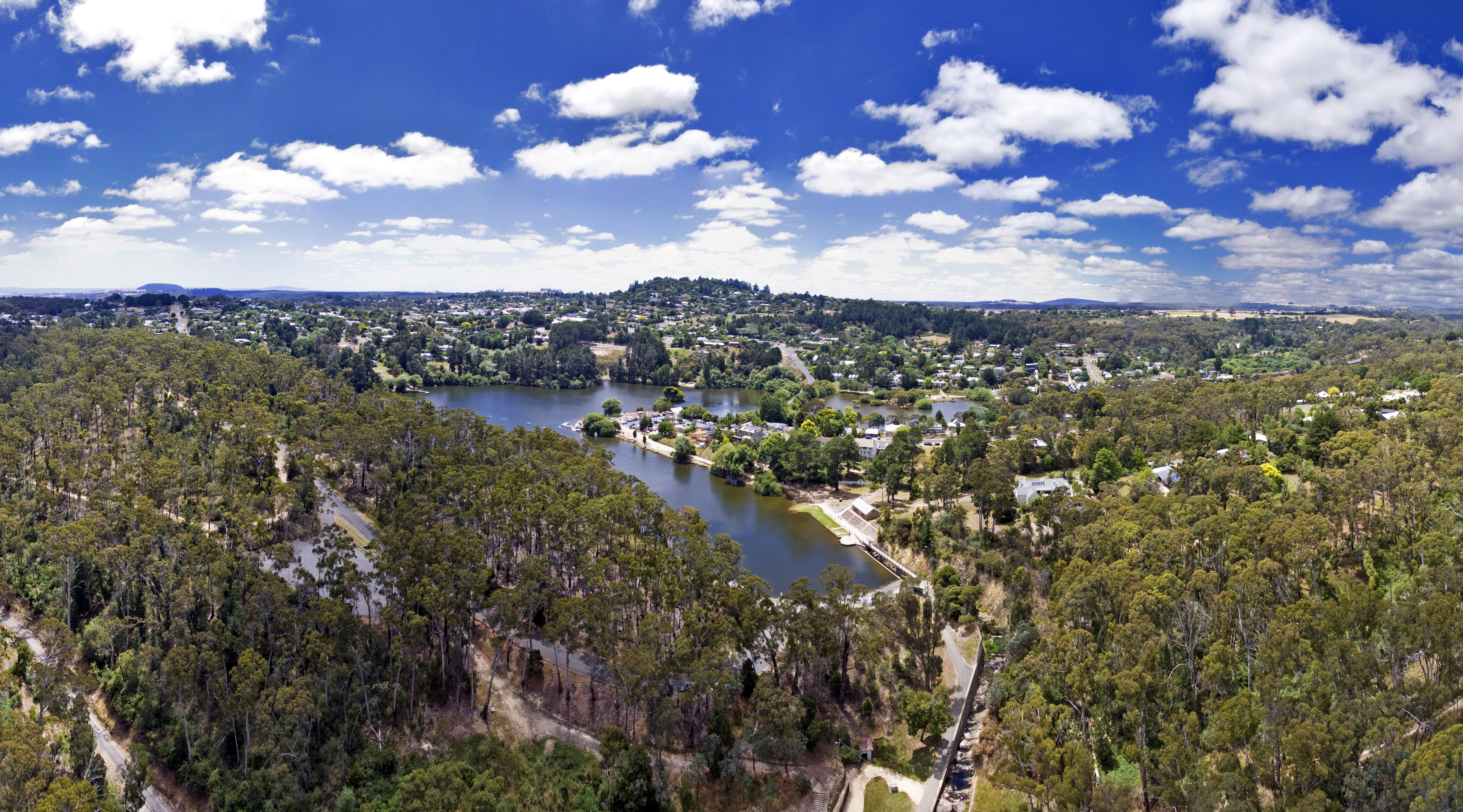
Панорама озера Дейлсфорд, лето 2018 года.

В регионе Дейлсфорд — Хепберн Спрингс насчитывается 65 минеральных источников, что составляет более 80 процентов известных минеральных источников Австралии. В результате в этом регионе созданы ряд курортных объектов, в том числе Hepburn Bathhouse & Spa, Mineral Spa в Peppers Springs Retreat и Salus Spa, Lake House. Город также известен как место проведения ряда ежегодных мероприятий, в том числе фестиваля ChillOut, проводимого во время длинных выходных в марте в Викторианский день труда, крупнейшего фестиваля геев и лесбиянок[стиль] в региональной Австралии. город также известен фестивалем Недели урожая, фестивалем Лавандулы (Lavandula’s Festivals) и швейцарско-итальянским фестивалем в Хепберн-Спрингс, посвященному историческому наследию города.
Основными отраслями экономики Дейлсфорда сегодня являются здравоохранение, курортный бизнес, а также розничная торговля.

## Образование

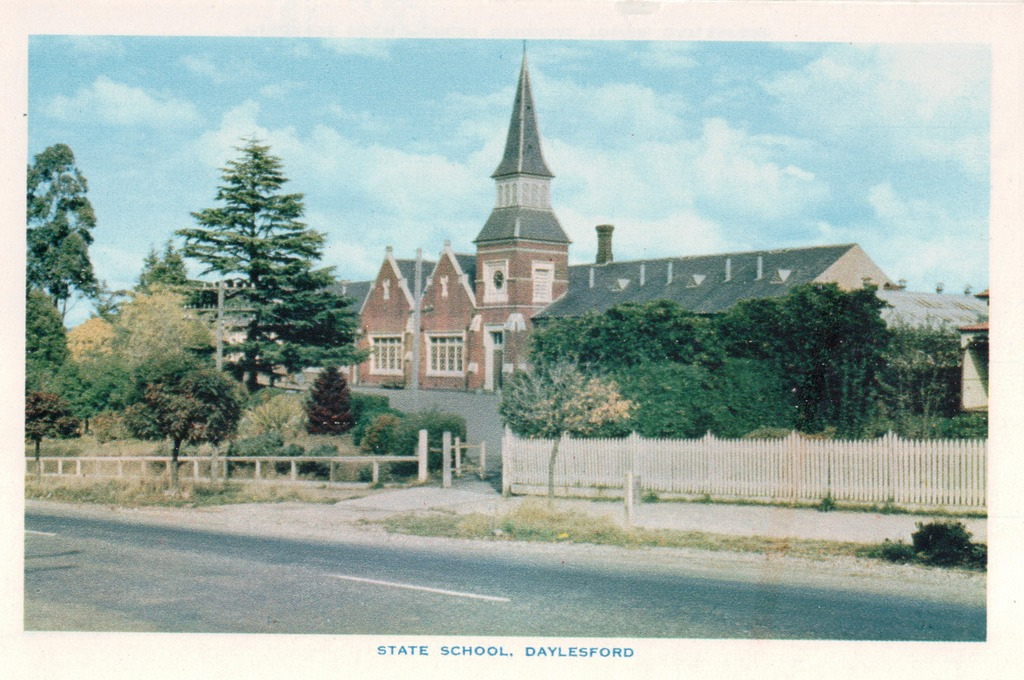
Государственная школа Дейлсфорда (осн. 1875), открытка

В городе есть несколько начальных школ и одна общественная средняя школа, колледж Дейлсфорда. В 1890 году в городе был основан колледж горного дела. В 1961 году колледж был определен в качестве единственного источника среднего образования в графстве Хепберн, в настоящее время в данном учебном заведении обучается чуть более 500 учеников. Дейлсфордская начальная школа, ранее известная как Дейлсфордская государственная школа, является старейшим заведением начального образования в Дейлсфорде.. Другие начальные школы данного региона: начальная школа Святого Михаила и школа Дейлсфорд Дхармы. В Дейлсфордской начальной школе проводится ежегодная книжная ярмарка, которая впервые была проведена в 2010 году. Средства, полученные на ярмарке за пожертвованные и использованные книги, идут на повышение грамотности детей.

## Транспорт
Через город проходит шоссе Мидленд (Midland Highway), связывая его с Каслмейном на севере и Балларатом на юго-западе. Западная автострада — это основной путь, соединяющий Дейлсфорд со столицей штата. Железная дорога до города была закрыта в 1978 году. Особенностью схемы железной дороги на станции Дейлсфорд была необычной потому, что линии от Кресвика и Карлсруэ (Carlsruhe) подходили к станции с одной стороны. В настоящее время Daylesford Spa Country Railway работает как воскресный туристический маршрут в Маск и Булларто по линии в направлении Карлсруэ.

## Спорт
Город представляет команда по австралийскому футболу, соревнующаяся в Центральной Нагорной футбольной лиге. Дейлсфорд также является базой для футбольных клубов Дейлсфорд и Хепберн Юнайтед, также известного как Святые. Святые за свою 20-летнюю историю выиграли четыре чемпионских титула и дважды играли в финале Кубка.

## Галерея

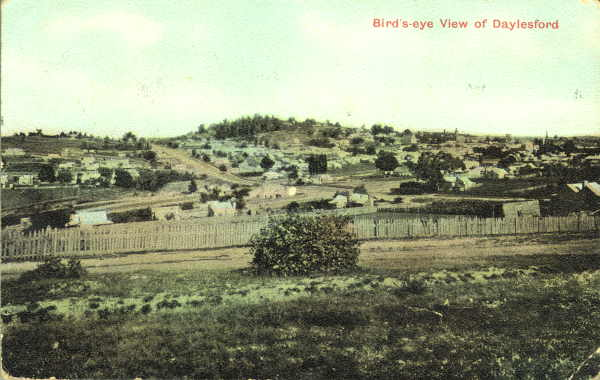
Кирха Дейлсфорда в 1908 году
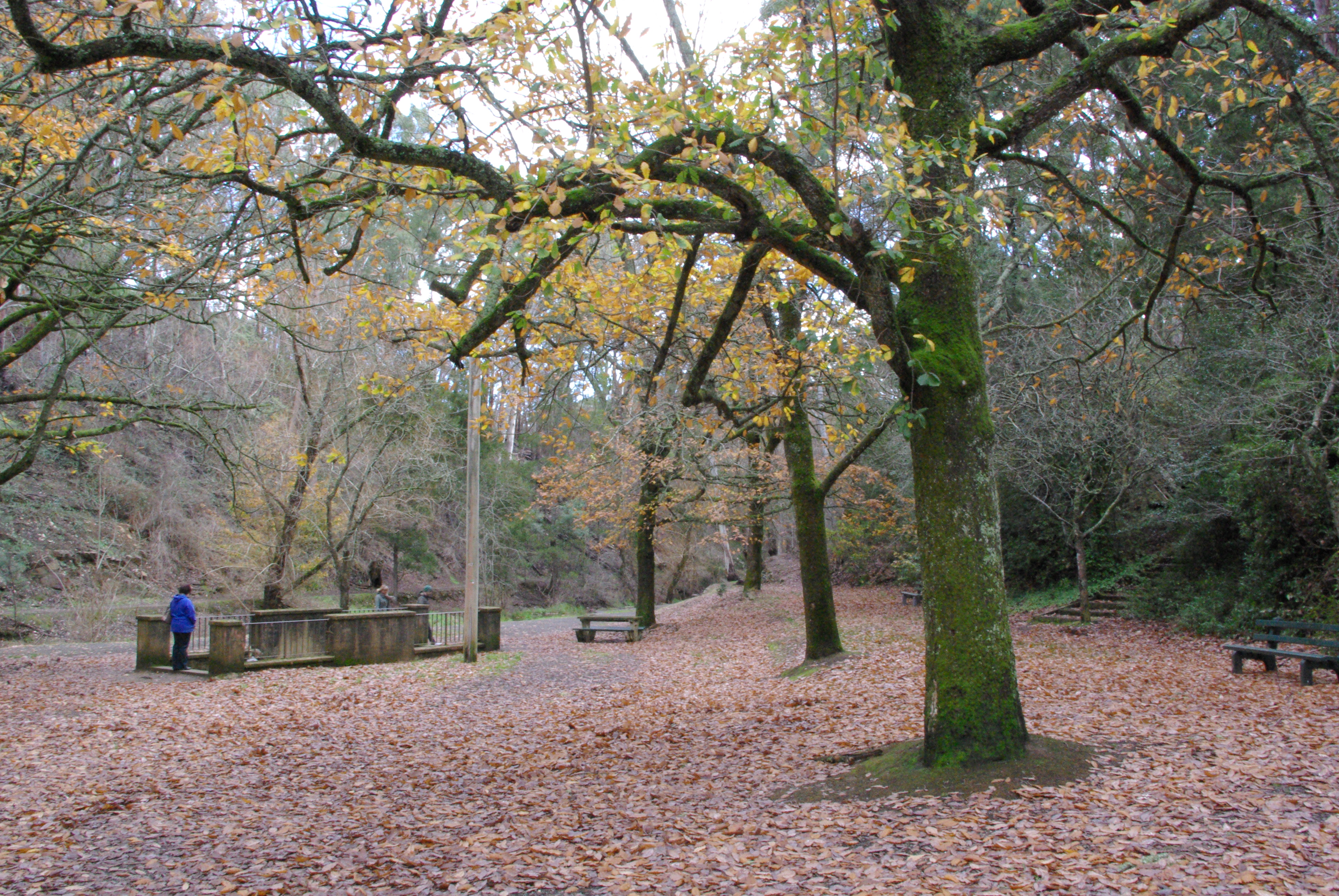
Городской парк осенью
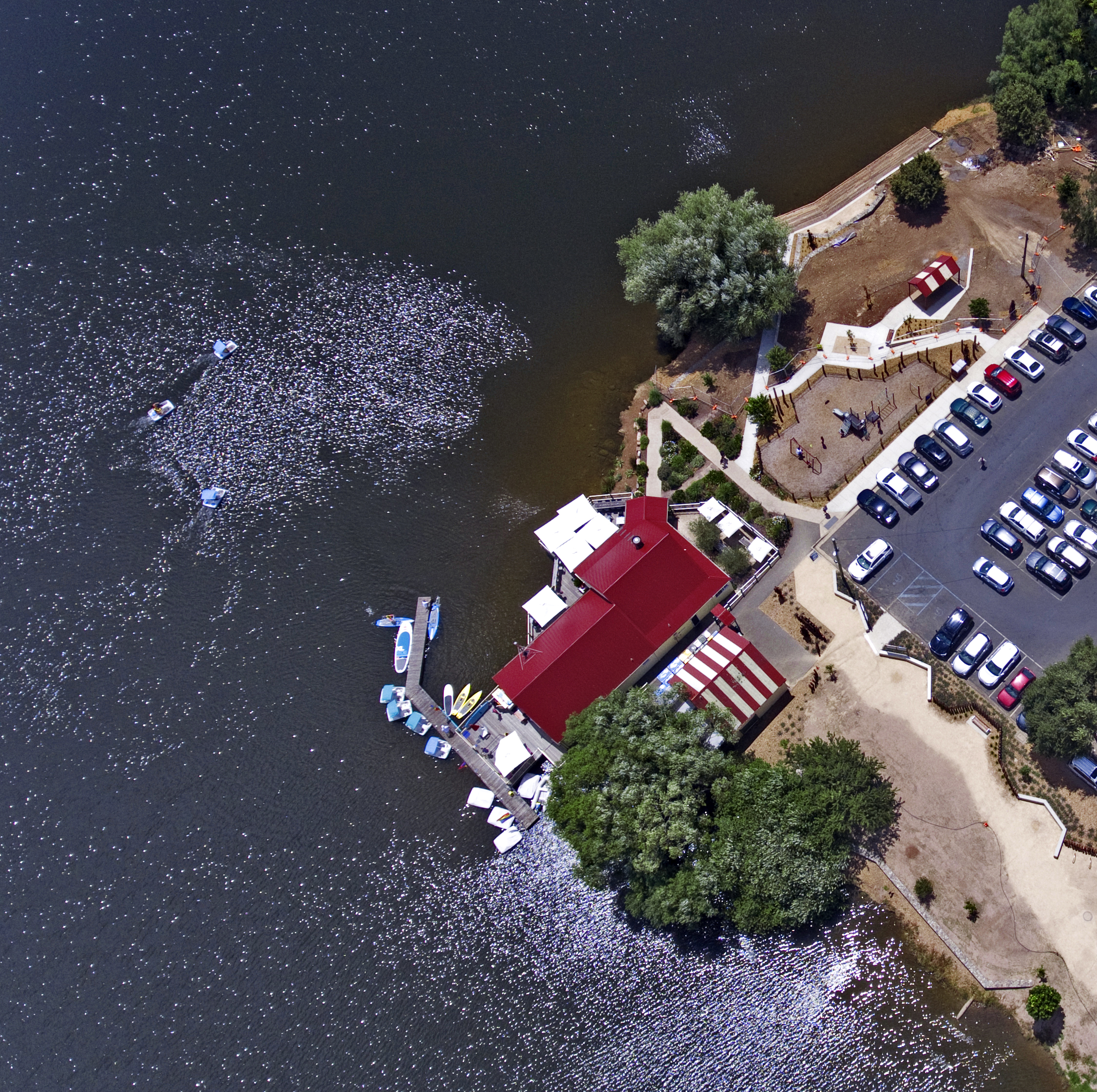
Вид с высоты птичьего полета на дейлсфордский эллинг

## Источник
- Daylesford Advocate, Mercury, Express, Mercury-Express. 1859—1870